# 竜昇殿鉱山
竜昇殿鉱山（りゅうしょうでんこうざん）は、北海道紋別市にあった水銀鉱山である。北鎮鉱山（きたちんこうざん）とも呼ばれた。

## 特徴

### 地理
紋別市上渚滑町中渚滑豊盛地区の丘陵地帯に所在。従業員はバスで紋別市内から通っており、同じ紋別市内の鴻之舞鉱山のように鉱山町は発達しなかった。

### 鉱床
層状鉱染型鉱床で、主要鉱床は4か所存在した。主要な鉱石は辰砂であり、少量の自然水銀が付随していた。

### 採掘
坑内の採掘後にズリや鉱滓（ここでは水銀製錬後に排出される焼滓）で採掘跡を埋める充填採掘法を採用していた。砂岩であるため地盤が脆く、坑木による支保が必要であった。

### 選鉱
製錬の前処理として、人力およびクラッシャーによる鉱石の破砕、グリズリによるふるい分けが行なわれたが、本格的な選鉱は行われなかった。

### 製錬
1943年の開発時には製錬は行われず、個人経営時代の1951年になってレトルト炉を用いた製錬が開始された。しかし、ほどなくして操業休止となっている。
1954年の大牟田鉱業取得後は、ロータリーキルンを用いた製錬が開始された。しかし、設備不備などを理由として、数年で休止。採掘された鉱石はイトムカ鉱山に売却された。
北進鉱業が買収後、大牟田鉱業時代同様に重油を燃料としたロータリーキルンによる蒸留製錬が行なわれた。最高温度700℃で加熱された水銀鉱石から蒸発した水銀ガスを脱塵したのちにコンデンサに送り込み、冷却して粗製水銀を採取した。粗製水銀は精製工程を経て精製水銀となり、34.5キログラムのボンベ（日本ではフラスコと呼ばれる事が多い鉄製の容器）に充填して市場に出荷した。
水銀収集後の廃ガスは石灰による脱硫を経て煙突から大気に放出された。
また、製錬の際に出る焼き滓はロータリークーラ（ロータリーキルンと同じ形の回転式冷却装置）で空冷され、前述のように坑内の充填材に用いられた。

## 歴史
- 1943年（昭和18年） - 道路開削中に辰砂が発見され、地元の某有力者によって開発が始まる[7]。北鎮鉱山と命名[7]。
戦後も操業が続くものの、業績不振から休山となる。
- 1954年（昭和29年） - 大牟田鉱業株式会社が買収。製錬所を建設して一貫生産を開始するものの、のちに製錬を中止。
- 1959年（昭和34年） - 12月、休山。
休山後、鉱業権が岩井産業株式会社(現：双日)に移転する。
- 1960年（昭和35年） - 10月、日本鉱業（現・JX金属）の系列会社・北進鉱業株式会社が買収。探鉱調査を開始。
- 1962年（昭和37年） - 製錬所など鉱山施設が完成し、10月、本格的な操業を開始。
- 1974年（昭和49年） - 閉山。
水俣病に端を発する水銀公害問題により、ソーダ工業が苛性ソーダ製造を水銀電解法から隔膜法に変更して水銀の使用を廃止。水銀鉱業にとって最大の顧客が消滅した事により閉山となった。

## 現状
閉山後、鉱山施設は全て撤去され、坑口は封鎖された。北進鉱業によって排水処理と跡地の管理が行なわれている。